# Новий Усад (Арзамаський район)
Новий Усад (рос. Новый Усад) — село в Арзамаському районі Нижньогородської області Російської Федерації.
Населення становить 764 особи. Входить до складу муніципального утворення Новоусадська сільрада.

## Історія
Від 2009 року входить до складу муніципального утворення Новоусадська сільрада.

## Населення
| 1999 | 2002 | 2010 |
| ---- | ---- | ---- |
| 923  | ↘781 | ↘764 |